# Daria Dmítrieva
Daria Andréyevna Dmítrieva (transliteración del cirílico en ruso: Дарья Андреевна Дмитриева) (22 de junio de 1993,  Irkutsk, Rusia) es una exgimnasta rusa, que compitió en la disciplina de gimnasia rítmica. Es medallista olímpica de plata de gimnasia rítmica en los Juegos Olímpicos de Londres de 2012, medalla de oro de cinta y plata en pelota en el Campeonato Mundial de Gimnasia Rítmica de 2010, medalla de oro en el concurso general de la Copa del Mundo de Gimnasia Rítmica de 2011, medalla de plata en el concurso general de la Copa del Mundo de Gimnasia Rítmica de 2012, medalla de oro en el concurso general del Grand Prix 2012, medalla de plata en el concurso general del Grand Prix 2011 y medalla de bronce en el concurso general del Grand Prix 2010.

## Carrera deportiva
Empezó a los 8 años siendo entrenada por Olga Buyanova, quien también entrenó a gimnastas como Oksana Kostina y Natalia Lipkóvskaya, quienes comparten ciudad natal: Irkutsk.
Se estrenó internacionalmente compitiendo en el torneo: Deriugina Cup ganando el oro en la categoría júnior en el concurso general. Se proclamó campeona en cinta en el Campeonato Europeo Júnior 2008 celebrado en Turín, Italia y también ganó la medalla de oro por equipos (en la misma categoría).
En el año 2009 compitió en importantes torneos internacionales como Corbeil-Essonnes. Fue elegida por Irina Víner para formar parte de la selección nacional de Rusia. Participó en el Campeonato del mundo de ese año celebrado en Mie junto a Yevguenia Kanáyeva, Olga Kapranova y Daria Kondakova. Compitió solo en la modalidad de pelota donde obtuvo una calificación de 27.500. Terminó por detrás de la ucraniana Anna Bessonova y ayudó a conseguir el oro en la competición por equipos a su selección.
En el año 2010, Dmítrieva fue también representante de la selección rusa. Tuvo un gran año ganando la medalla de plata en la clasificación general de la Copa del mundo 2010 celebrada en San Petersburgo y quedando por delante de su compañera Daria Kondakova. También ganó otras dos medallas de plata en aro y cuerda, quedando detrás de Yevguenia Kanáyeva. En el Campeonato Mundial de Gimnasia Rítmica de Moscú ayudó a su selección a conseguir la medalla de oro en la competición por equipos y se clasificó para la final individual de pelota y cinta. Gana la medalla de oro en cinta (28.825) y la medalla de plata en pelota (quedó solo 0.050 puntos por debajo del oro de Yevguenia Kanáyeva).
En 2011 en la Copa del Mundo de Corbeil-Essonnes ganó la medalla de plata en la clasificación general, y ganó otro par de medallas de plata en la final de mazas y en la final de cinta. Después compitió en el torneo Summer Universiade donde también ganó la medalla de plata en la clasificación general, y el oro en la final de cinta (por delante de la campeona olímpica de 2008: Yevguenia Kanáyeva). En la final de la Copa del Mundo de Taskent consigue la medalla de oro en la clasificación general. En el Campeonato Europeo de 2011, celebrado en Minsk ayuda a su selección a conseguir el oro por equipos y también logra el bronce en la final individual de pelota.
En 2012, Dmítrieva empezó el año en el Grand Prix de Moscú donde ganó la medalla de bronce en la clasificación general. En las finales por aparatos consiguió el oro en pelota y la plata en aro. Compitió en la Copa del Mundo de Kiev donde ganó 4 medallas de oro: en la clasificación general y en las finales por aparatos de mazas, aro y cinta, por delante de la Ukraniana Alina Maksímenko. Una lesión en un pie le obliga a retirarse de la Copa del Mundo de Taskent y de ser elegida para representar a su país en el Campeonato Europeo de este año.
La seleccionadora nacional y presidenta de la Federación de gimnastas de Rusia, Irina Viner dice que la representación en los juegos olímpicos es algo que no está aun cerrado y que se decidirá después del Grand Prix de Austria de junio, y del Campeonato del mundo de Bielorrusia en julio.
Vuelve a competir en el Grand Prix de Vorarlberg (Austria). Ganó la medalla de plata en la clasificación general por detrás de Yevguenia Kanáyeva y por delante de Aleksandra Merkúlova, que ganó el bronce. En la final por aparatos Dmítrieva ganó la medalla de oro en la final de cinta, además de la plata en las finales de pelota y mazas. Gana también la medalla de plata en la clasificación general de la Copa del Mundo de Minsk, además de 3 medallas más de plata en las finales por aparatos de aro, pelota y cinta. A pesar de estos resultados es Aleksandra Merkúlova la elegida para representar a Rusia en los Juegos Olímpicos de Londres junto a la campeona olímpica de 2008 Yevguenia Kanáyeva. Irina Viner manifestó que la decisión no era definitiva y que Dmítrieva podría ser quien volara el 21 de julio al campamento de preparación para los juegos en Reino Unido.

### 2012: año olímpico
El 2 de agosto de 2012 el equipo ruso de gimnasia rítmica anuncia que las representantes de Rusia en los Juegos Olímpicos de Londres serán Evgenia Kanaeva y Daria Dmitrieva, sustituyendo a Aleksandra Merkúlova (que empezó a tener problemas con una lesión en el pie durante los entrenamientos en Londres).
Consiguió el primer puesto el primer día de las clasificaciones por delante de Evgenia Kanaeva, que tuvo un error con el aro. El segundo día Dmitrieva finaliza en segunda posición con una puntuación global de 114.525 por detrás de Evgenia Kanaeva quien consiguió un total de 116.000.
En el concurso general de la final olímpica, Dmitrieva consigue un total de 114.500 ganando la medalla de plata. Ella dijo: "Me siento genial, ha sido muy duro para mi conseguirlo y estoy muy feliz. Merece mucho la pena haber ganado una medalla. No solo es una satisfacción personal, sino una satisfacción para mi país, para mucha gente, para grandes entrenadores y para nuestros padres"
Compitió en el Aeon Cup 2012 en Japón y ganó la medalla de oro en la clasificación general. El 4 de noviembre de 2012 compitió en el Grand Prix 2012 de Brno (República Checa) ganando su primer título de Grand Prix. También ganó la medalla de oro en todas las modalidades (aro, cinta, pelota y mazas).

### Después de las Olimpiadas
En la rueda de prensa celebrada el 26 de febrero de 2013, la seleccionadora nacional de Rusia Irina Víner anuncia la retirada de la competición de Dmitrieva por una lesión en un tobillo, que necesita ser operado. Sin embargo su entrenadora personal Olga Buyanova, desmintió esta información y dijo que solo era una parada temporal para curar su lesión. Ella fue operada en Alemania de su lesión de ligamento de tobillo.
El 4 de septiembre de 2013, anunció el final de su carrera deportiva: "Terminó diciendo que empieza una nueva etapa en mi vida. Finalmente he decidido sobre que quiero hacer con mi futuro y es probar otras facetas. Quiero desear miles de buenos deseos a toda esa gente que me escribió, me apoyó y me animó. Estoy realmente agradecida a todos ellos." Su entrenadora (Olga Buyanova comentó: "Ella ha decidido finalizar su carrera, es decisión suya y no podemos hacer nada. No hay que olvidar que su salida del deporte es provocada por la lesión que arrastra, pero en el mundo de la gimnasia rítmica, el tiempo es muy importante, los entrenamientos intensivos y las competiciones a veces pueden provocar un serio impacto en la carrera del atleta."

## Puntuaciones olímpicas detalladas
| Año  | Competición      | Lugar   | Música                                                                    | Aparato               | Puntuación final | Puntuación de la clasificación |
| ---- | ---------------- | ------- | ------------------------------------------------------------------------- | --------------------- | ---------------- | ------------------------------ |
| 2012 | Juegos Olímpicos | Londres |                                                                           | Clasificación general | 114.500          | 114.525                        |
| 2012 | Juegos Olímpicos | Londres | Revolutions by Jean Michel Jarre                                          | Cinta                 | 29.100           | 28.925                         |
| 2012 | Juegos Olímpicos | Londres | Ave Maria by Libera Immortelle by Lara Fabian                             | Pelota                | 28.350           | 28.800                         |
| 2012 | Juegos Olímpicos | Londres | Piano Concerto No. 2 In C-minor Op. 18: I. Moderato by Serguéi Rajmáninov | Aro                   | 28.300           | 29.000                         |
| 2012 | Juegos Olímpicos | Londres | Beat Machine by Gloria Estefan The Expert by Yello Tradition by Unknown   | Mazas                 | 28.750           | 27.800                         |